# Ford 5000
Ford 5000 är en blå och vit traktor som tillverkades mellan 1964 och 1975 av Ford. Det var en mellanklasstraktor, lämplig för europeiska gårdar. Den fanns även i en nordamerikansk version benämnd Ford Major, som skiljde sig i vissa avseenden från den europeiska versionen. En liknande modell, Ford 3000, introducerades våren 1965.

## Europa
Ford 5000 lanserades i Europa 1964. Inledningsvis var försäljningen blygsam, men med tiden så ökade försäljningen och var jämförbar med New Holland TM-serien som var i produktion mellan 1997 och 2004.

## Storbritannien
Ford 5000 sålde väldigt bra i Storbritannien, där den ersatte den äldre Fordson major som under en följd av år var världsledande. Den blev särskilt populär i Storbritannien då den som medelstor traktor var lämplig för många mindre brittiska bondgårdar.
Ford 5000 användes av E. Doe för att 1964 bygga den uppgraderade versionen av Doe Triple D. Doe-traktorn var 2 traktorer där man tagit bort framaxlarna och sammanfogade dem med en midjestyrning. Man fick på så sätt en ledad traktor med dubbelt så stor kraft samt 4-hjusdrift. Denna nya version kallades Doe 130, eftersom effekten från de 2 F5000-enheterna var 130 hk (97 kW). Efter lanseringen på Smithfield Show i december 1964 såldes 73 enheter under 1965.

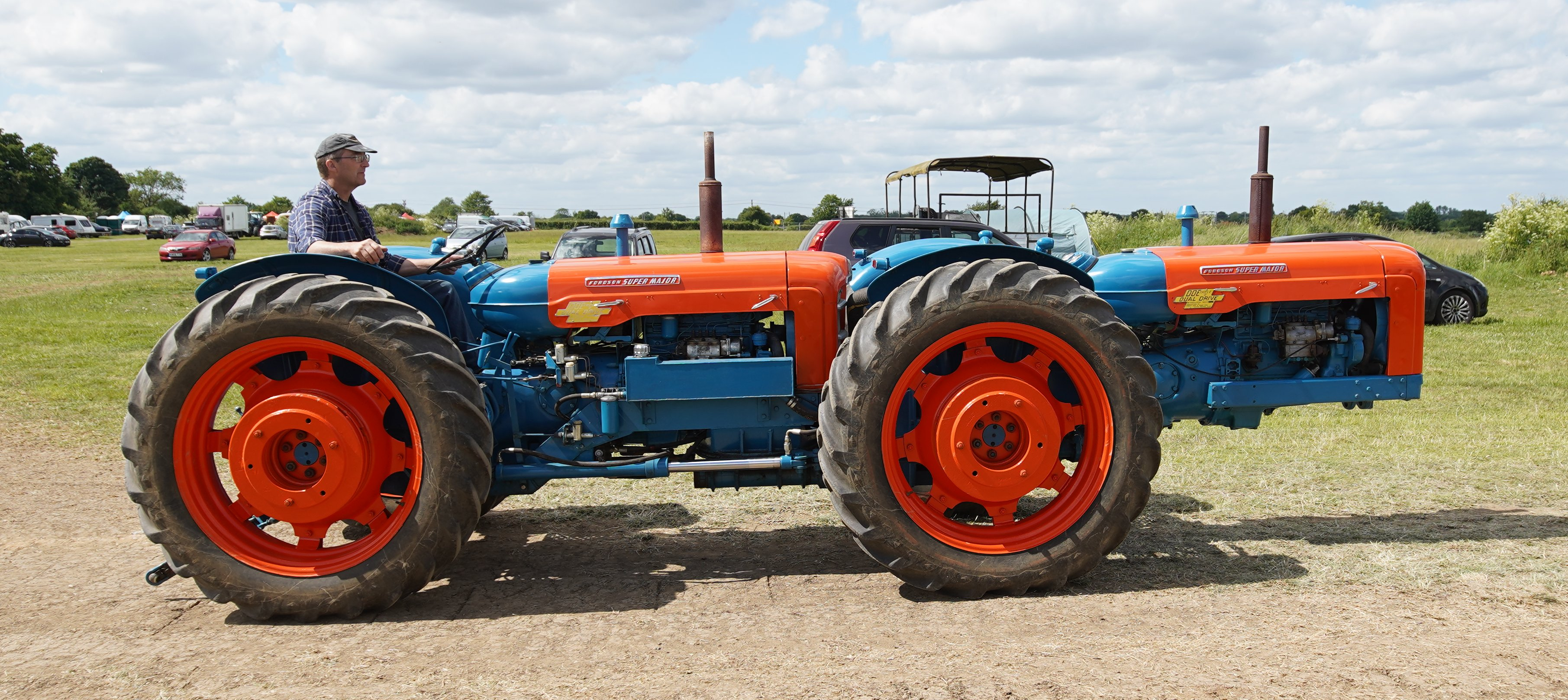
1963 Doe Fordson Triple D, bestående av 2 sammanbyggda traktorer

## Irland
I Irland gick försäljningen av Fords traktorer, lastbilar och bilar bra bland annat tack vare att Ford under en tid hade en fabrik i Cork. Försäljningen av Ford 4000 gick bra, och ännu bättre för Ford 5000. Liksom i Storbritannien var traktorn medelstor och svarade mot behoven hos en stor del av de irländska lantbruken.

## Ändringar
Efter lanseringen 1964 fortsatte produktionen av Ford 5000 och de andra modellerna i sortimentet fram till 1968 då de uppgraderades till Ford Force-serien. Vissa modifieringar gjordes på motorn och andra komponenter, vilket gav en höjd effekt på 75 hk (56 kW). Man gjorde detta år även några förändringar i exteriören för ge traktorn ett modernare utseende. 1971 gjordes några mindre ändringar på motorn och traktorn kunde nu beställas med en fabriksmonterad säkerhetshytt. Efter elva år avslutades produktionen 1975 av Ford 5000 och hela dess sortiment. Det var en av företagets mest sålda traktorer.